# دیکتاتوری نظامی
استبداد نظامی یا دیکتاتوری نظامی نوعی حکومت تمامیت‌خواه است که در آن مدیریت کشور در دستان ارتش و قوای مسلح قرار می‌گیرد.

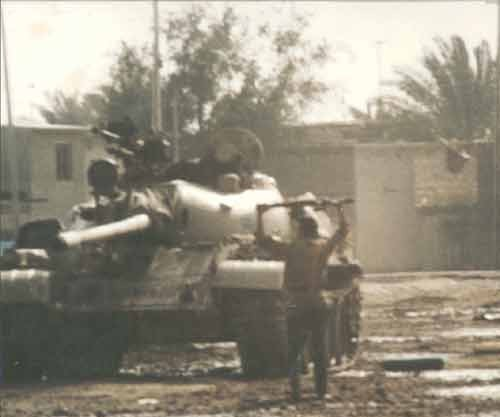
از سرکوب انتفاضه ۱۹۹۱ عراق توسط نیروهای نظامی بعثی تحت فرمان صدام حسین به عنوان نمود سرکوب‌گری دیکتاتوری نظامی حزب بعث عراق یاد شده است.

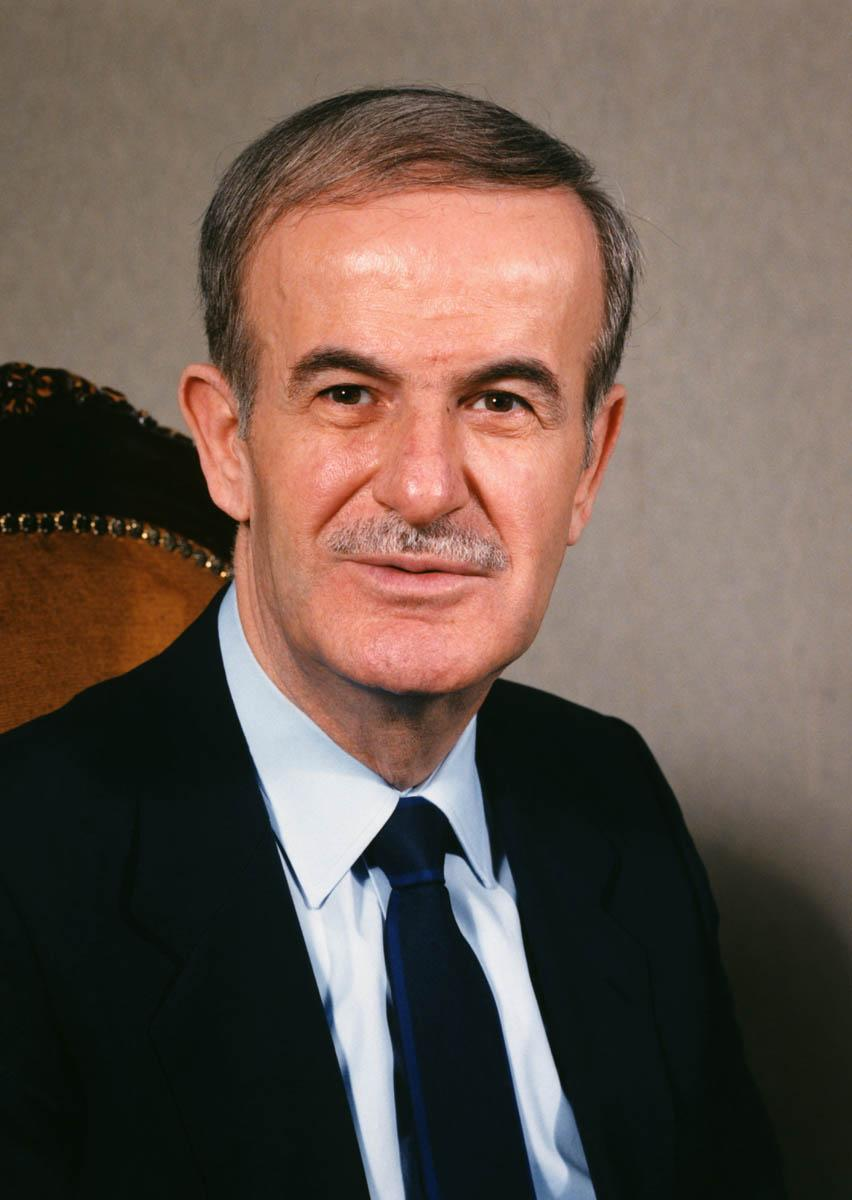
از دولت بعث سوریه به ریاست حافظ اسد به عنوان یکی از دیکتاتوری‌های نظامی در قرن بیستم در خاورمیانه یاد می‌شود.

## نوع حکومت
حکومت نظامی، حکومتی است که در آن ارتش و قوای مسلح قدرت سیاسی می‌یابند و بر دو نوع است:
- استراتوکراسی که نوعی دولت مبتنی بر سلطهٔ نیروهای نظامی بر کشور است. در این نوع نظام، ارتش با حمایت مردم قدرت سیاسی را به دست می‌گیرد، یعنی برخلاف دیکتاتوری نظامی، در این نوع حکومت، خود مردم اظهار تمایل می‌کنند که حکومت در دستان ارتش باشد. این نوع حکومت، قانون‌مند است و ویژگی‌های توتالیتاریسم را ندارد؛ اگرچه این نوع حکومت مبتنی بر دیکتاتوری (حکومت اقلیت) است و یک اقلیت (ارتش) کل قدرت را در دست دارد و سایر اقشار جامعه سهمی در قدرت سیاسی ندارند؛ امّا این نظام از آنجا که توتالیتر نیست، می‌تواند حمایت مردمی نیز داشته باشد؛ به این صورت که خود مردم خواهان سلطهٔ ارتش بر کشور می‌گردند. با این وجود در این نوع حکومت تنها نظامیان در مدیریت کشور مداخله دارند. شهر-حکومت اسپارتا نمونه‌ای تاریخی از این مورد است. نظام اجتماعی و قانون اساسی اسپارتا تماماً بر روی آموزش و مهارت نظامی متمرکز بود.
- دیکتاتوری نظامی که نوعی حکومتِ مبتنی بر سلطهٔ نیروهای نظامی بر کشور است. برخلاف استراتوکراسی، دیکتاتوری نظامی فاقد هرگونه حمایت مردمی است و یک نظام سیاسی کاملاً توتالیتر است. دیکتاتوری نظامی در کشورهای مختلف، خصوصیاتی گوناگون داشته ولی چند شاخص کلّی دارد که در آن موارد به‌گونه‌ای مشترک دیده شده‌اند:

1. توتالیتاریسم: دیکتاتوری نظامی و توتالیتاریسم به‌هیچ‌وجه مترادف نیستند و دو مفهوم جدا از هم در علوم اجتماعی می‌باشند. این دو را نباید یکی پنداشت. یک حکومت می‌تواند توتالیتر باشد، امّا نه از نوع دیکتاتوری نظامی. با این حال، هر دیکتاتوری نظامی، کاملاً توتالیتر است.
2. مقدس دانستن ارتش: در تبلیغات رسمی حکومتی در دیکتاتوری‌های نظامی، ارتش به عنوان یک تشکیلات مقدس شمرده می‌شود و در مطبوعات، روزنامه‌نگاران موظف هستند که با عشق و علاقه از ارتش و قوای مسلح یاد کنند و کم‌ترین نقدی به آنان وارد نسازند. در این نوع حکومت، هرگونه انتقاد به ماهیت نظامی دولت سانسور می‌شود.
3. تمامی ارکان دولت و حکومت، حتی بعضاً در مواردی که هیچ‌گونه ارتباطی با نظامی‌گری ندارند، تحت کنترل ارتش قرار می‌گیرند. نظامیان با طی مدارج نظامی و ارتقا به درجات بالاتر به مسئولیت‌های مهم دولتی می‌رسند؛ مثلاً ممکن است یک ژنرال به موجب طی مدارج نظامی، وزیر آموزش و پرورش شود، در حالی که این وزارت‌خانه کم‌ترین ارتباطی با قوای مسلح ندارد.
4. حکومت پلیسی: دیکتاتوری نظامی را نباید با حکومت پلیسی اشتباه گرفت؛ هرچند بسیاری افراد این دو را یکی تصور می‌کنند. با این حال، جلوه‌هایی از حکومت پلیسی همواره در دیکتاتوری نظامی وجود داشته است. نیروهای انتظامی در تمامی دیکتاتوری‌های نظامی در تمام سطوح شهر مسلط هستند و نوعی اختناق در سراسر کشور حاکم است. نمود حکومت پلیسی در دیکتاتوری‌های نظامی، معمولاً همان مقررات منع عبور و مرور در سطح شهرهاست. در مواقع منع عبور و مرور، افراد ناچارند هر روز پیش از موعد مقرری، به خانه‌هایشان بازگردند.
5. حکومت تک‌حزبی: دیکتاتوری نظامی و حکومت تک‌حزبی، دو مقولهٔ مجزا از هم هستند. ممکن است یک حکومت تک‌حزبی باشد، امّا دیکتاتوری نظامی نباشد. (مانند سلطنت محمدرضا پهلوی در زمانی که حزب رستاخیز به عنوان تنها حزب قانونی ایران اعلام شد) با این حال، همهٔ دیکتاتوری‌های نظامی بدون استثنا حکومت‌هایی تک‌حزبی بوده‌اند. (مثل حکومت‌های بعثی در خاورمیانه)
6. اقتدار سازمان‌های اطلاعاتی و امنیتی حکومت: علاوه‌بر ارتش که وسیلهٔ سرکوب مستقیم است، دستگاه‌ها و سیستم‌های اطلاعاتی و امنیتی در دیکتاتوری‌های نظامی اقتدار بالایی دارند؛ مانند سازمان اطلاعات و امنیت دولت بعث عراق (موسوم به استخبارات عراق) در زمان دولت صدام حسین.
7. بی‌روح کردن مردم: روان‌شناسان معتقدند که دیکتاتوری نظامی به سرعت مردم را بی‌روح و افسرده می‌کند. به طوری که اگر دیگر انواع دیکتاتوری و استبداد این کار را بیش از دو سال بتوانند انجام دهند، دیکتاتوری نظامی در دو ماه چنین می‌کند. در بیان دلیل این امر گفته‌اند که همواره تصور سلطهٔ نظامیان و وحشت ناشی از قوای مسلح باعث ایجاد افسردگی در مردم است. برای نمونه می‌توان به افسردگی مردم عراق در زمان دولت صدام حسین اشاره کرد.

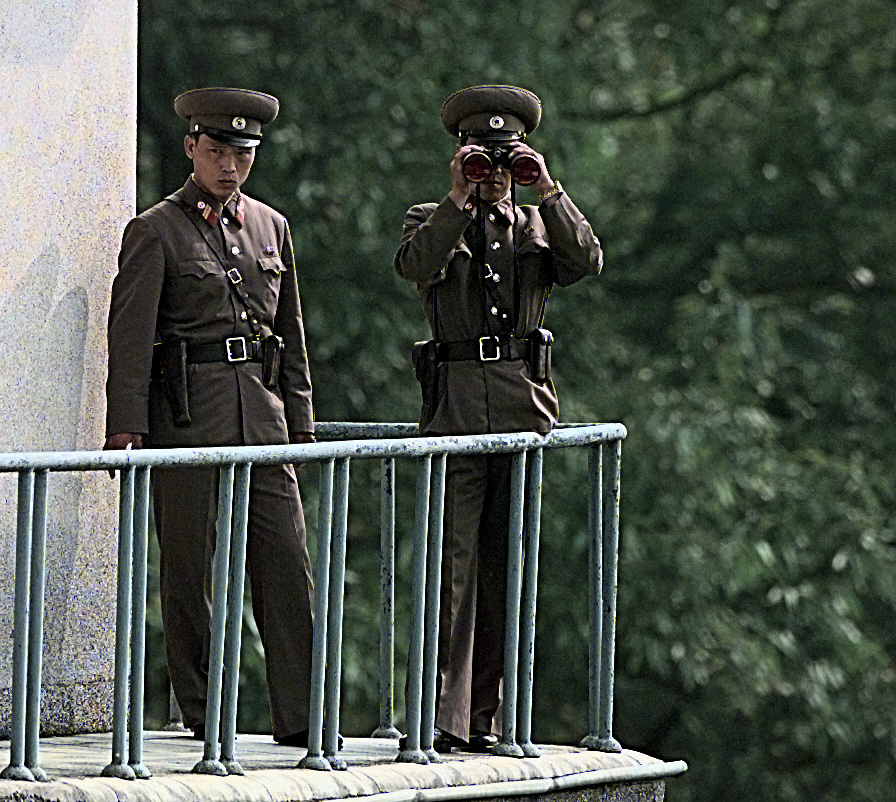
از کره شمالی به عنوان یک نمونهٔ کلاسیک از یک حکومت پلیسی نام برده شده است.

با وجود تفاوت‌هایی که میان نمودهای تاریخی دیکتاتوری نظامی می‌توان یافت، شاخص‌های فوق در تمامی آن‌ها مشترک بوده است. در یک تعریف ساده می‌توان گفت که دیکتاتوری نظامی شبیه به همان استراتوکراسی است، با این تفاوت که فاقد هرگونه حمایت مردمی است و قوای نظامی معمولاً از راه کودتا این نوع حکومت را تشکیل می‌دهند.

## ایجاد دیکتاتوری نظامی در یک کشور

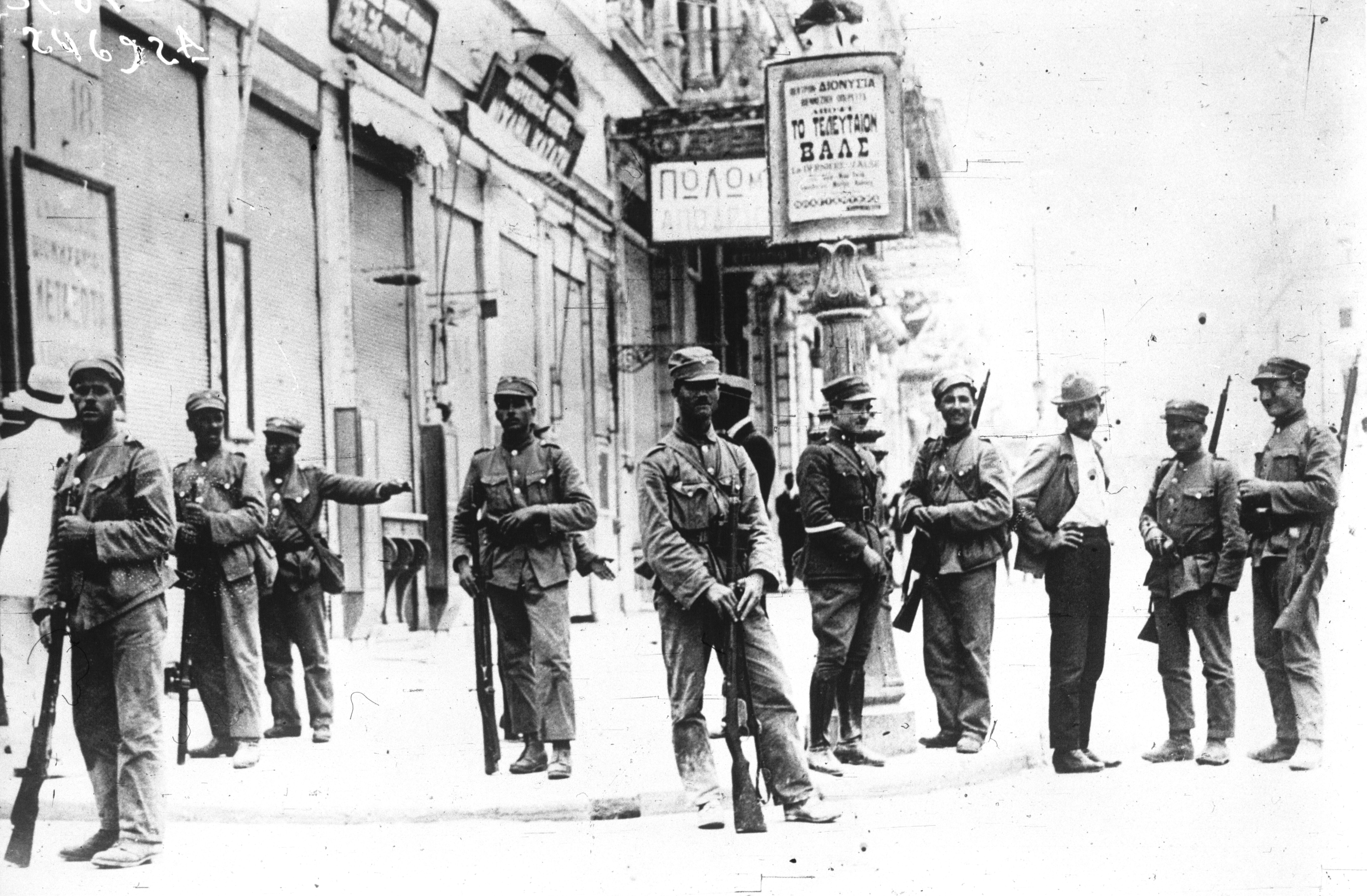
سربازان یونانی در خیابان‌های آتن در جریان کودتای سال ۱۹۲۵ ژنرال تئودوروس پانگالوس.

دیکتاتوری نظامی معمولاً در یک کشور در زمان‌هایی ایجاد می‌شود که نوعی هرج و مرج و آزادی مطلق در جامعه بروز یافته باشد. در حالات دیگر، هنگام سرنگون ساختن یک حکومت از طریق سلطهٔ نظامی یا کودتا، معمولاً برای کنترل کشور و سرکوب مخالفان، دیکتاتوری نظامی ایجاد می‌شود.

## دیکتاتوری نظامی در خاورمیانه

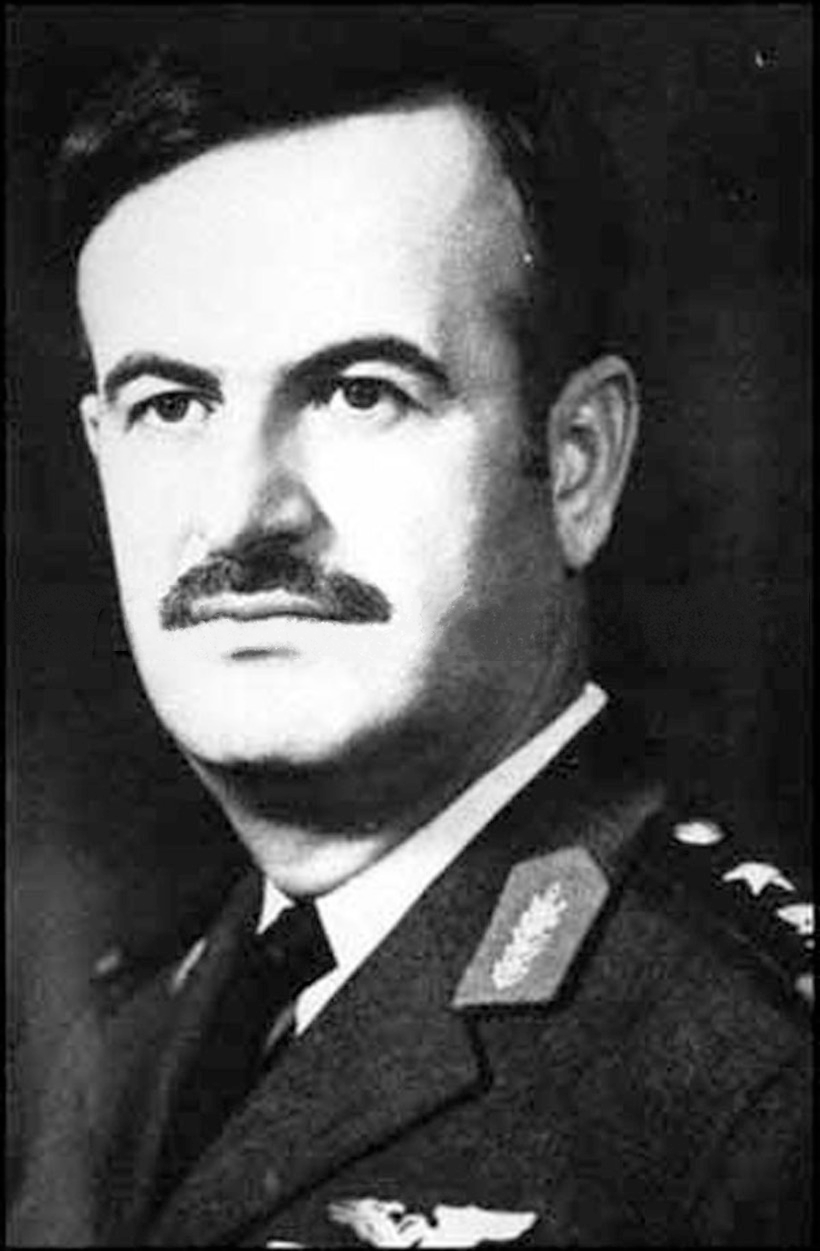
حافظ اسد در نوامبر ۱۹۷۰ در مقام رئیس‌الوزرا (نخست‌وزیر یا رئیس دولت)، با لباس نظامی

حزب بعث، نام خود را به عنوان برجسته‌ترین دیکتاتوری‌های نظامی در خاورمیانه در قرن بیستم مطرح کرده است. این حزب نخست در سوریه و سپس در عراق توانست از طریق کودتا حکومت تک‌حزبی خود را تشکیل دهد و در هر دو کشور دیکتاتوری نظامی برقرار کرد. مشهورترین دیکتاتوری‌های نظامی در خاورمیانه، دولت بعث سوریه به ریاست حافظ اسد و دولت بعث عراق به ریاست صدام حسین هستند. حزب بعث یک حزب فراملّیتی بود و جناح‌های سوریه و عراق، زیرمجموعه‌های آن بودند. رئیس‌جمهور دولت بعث عراق احمد حسن البکر در سال ۱۳۵۸ شروع به امضای معاهداتی با دولت بعث سوریه کرد که بر اساس آن‌ها هر دو کشور با هم متحد می‌شدند. بنابر مفاد معاهده‌ها، حافظ اسد قائم‌مقام اتحادیه می‌شد و با این وضع مقام صدام حسین در خطر می‌افتاد؛ ولی قبل از اینکه چنین اتفاقی بیفتد، به وسیلهٔ یک کودتای نرم و بدون خشونت توسط صدام حسین در رده‌های بالای دولت عراق، رئیس‌جمهور البکر در تاریخ ۲۵ تیر ۱۳۵۸ مجبور به استعفا شد و به این ترتیب، صدام حسین به‌طور رسمی رئیس‌جمهور دولت بعث عراق گردید. پس از آن هم حافظ اسد و صدام حسین هر روز بیش از پیش اختلاف پیدا کردند و رفته‌رفته به مخالفان یکدیگر تبدیل شدند و به نوعی تجزیهٔ حزب بعث تکمیل شد. اختلافات حافظ اسد و صدام حسین آن قدر زیاد شد که این دو به مخالفان سیاسی و تبعیدشدگان یکدیگر پناه می‌دادند و کمی بعد رسماً قطع رابطه کردند. حافظ اسد در زمان جنگ ایران و عراق، رسماً جانب جمهوری اسلامی ایران را گرفته بود و تا هنگام مرگ نیز با تهران ارتباط نزدیک و رفت‌وآمد منظم داشت.

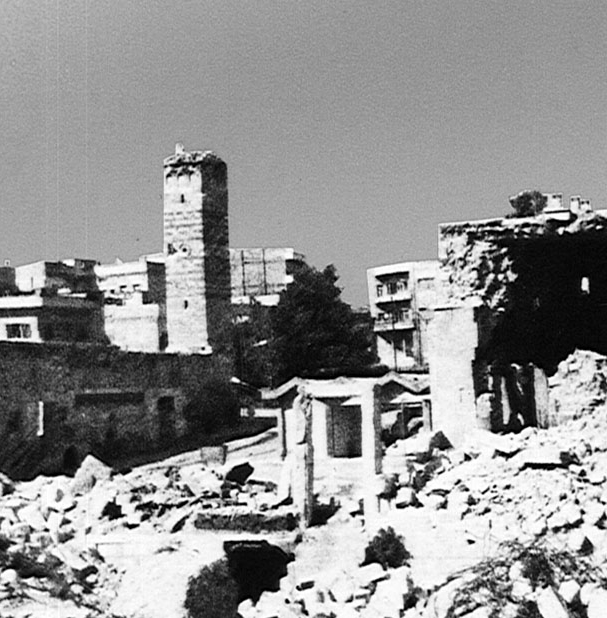
ویرانه‌های مربوط به قتل‌عام بین ۱۷ هزار تا ۴۰ هزار مردم غیرنظامی سوریه توسط نظامیان حزب بعث در جریان کشتار حما.

بسیاری از منتقدان، دولت حافظ اسد را بر سه‌پایه یعنی دیکتاتوری نظامی، حکومت تک‌حزبی و کیش شخصیت می‌دانند. اگرچه حافظ اسد در طول حکومتش رابطهٔ بدی با حکومت بعث عراق و دولت صدام حسین داشت ولی ویژگی‌های این دو حکومت دقیقاً مشابه بوده و حزب بعث در هر دو کشور، حکومت‌های مشابهی داشته است. هرچند که حافظ اسد و صدام حسین از مخالفان یکدیگر بودند و یکدیگر را به خیانت به حزب بعث متهم می‌کردند و خودشان را بعثی واقعی می‌نامیدند، امّا نکتهٔ قابل توجه در این است که دولت بعث عراق به ریاست صدام حسین نیز بر سه‌پایه یعنی دیکتاتوری نظامی، حکومت تک‌حزبی و کیش شخصیت استوار بود. منتقدان دولت‌های بعثی، از کشتار حما و کشتار زندان تدمر توسط دولت بعث سوریه و نیز از عملیات انفال و سرکوب خونین قیام ۱۹۹۱ عراق توسط دولت بعث عراق، به عنوان نمودهای سرکوب‌گری دیکتاتوری نظامی حزب بعث یاد می‌کنند.
کشتار حما یک عملیات نظامی در فوریه ۱۹۸۲ بود که با یورش همه‌جانبهٔ نیروهای مسلح بعثی سوریه به این شهر به منظور سرکوب شورش مخالفان حکومت حزب بعث سوریه و دولت حافظ اسد صورت گرفت. رفعت اسد فرماندهی این عملیات را برعهده داشت. رفعت اسد در این عملیات، برای اینکه حکومت برادرش حافظ اسد را مستحکم‌تر و مخالفانش را نابود کند، بنابر تخمین عفو بین‌الملل بین ۱۷ تا ۴۰ هزار نفر از مردم غیرنظامی سوریه را به قتل رساند. او همچنین برای حفظ حکومت بعث سوریه به ریاست حافظ اسد، کشتار زندان تدمر را نیز مرتکب شد. یک روز پس از آن که فردی تلاش کرد حافظ اسد را ترور کند (با اینکه ترور حافظ اسد ناموفق ماند) حزب بعث تصمیم به انتقام گرفت و کشتار زندان تدمر رخ داد؛ به طوری که قوای نظامی حزب بعث و نیروهای گروهان دفاعی سوریه تحت فرماندهی رفعت اسد، به داخل زندان ریختند و تقریباً ۱۰۰۰ نفر از زندانیانی را که کوچک‌ترین نقشی در ترور نافرجام حافظ اسد نداشتند و در حال گذراندن محکومیت خود بودند، به قتل رساندند.

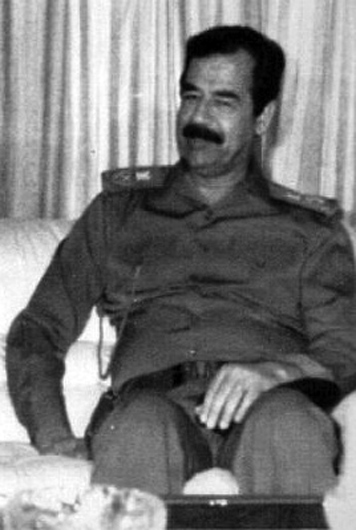
صدام حسین در بیش‌تر اوقات با لباس نظامی حاضر می‌شد. منتقدان حکومت او را مبتنی بر دیکتاتوری نظامی می‌دانند.

در حکومت بعث عراق نیز می‌توان از عملیات انفال و سرکوب قیام ۱۹۹۱ مردم عراق علیه دولت صدام حسین یاد کرد که هر دو توسط ارتش بعث سرکوب شدند. نیروهای نظامی بعثی عراقی در تاریخ ۲۵ اسفند ۱۳۶۶ (۱۶ مارس ۱۹۸۸) به منظور سرکوب شورش مردم کرد شمال عراق طی عملیاتی به نام انفال به‌وسیلهٔ گاز سمی و اعصاب به شهر کردنشین حلبچه حمله کردند. در این عملیات تقریباً پنج‌هزار نفر که غالباً غیرنظامی بودند، کشته شدند. قیام مردم عراق در سال ۱۹۹۱ علیه حکومت بعث عراق سرتاسر کشور عراق از شمال تا جنوب را دربرگرفت. این قیام در پایان جنگ خلیج فارس و قطعنامه ۶۷۰ شورای امنیت که همهٔ تحرکات هوایی ارتش عراق حتی بالگردها را ممنوع کرد، به وقوع پیوست و در نتیجهٔ آن، کنترل بخش عمده‌ای از کشور به دست نیروهای مردمی افتاد. از هجده استان عراق، چهارده استان سقوط کرد و در این میان تنها استان‌های مرکزی شامل استان‌های غربی و صلاح‌الدین و بغداد در دست رژیم بعث باقی ماند. با این وجود، قیام توسط نیروی سنگین نظامی صدام حسین و گارد ریاست‌جمهوری عراق و نیز نیروهای نظامی بعثی عراق (شاخهٔ نظامی حزب بعث عراق) به شدّت سرکوب شد و به‌ویژه نقاط مرکزی شهر کربلا که یکی از هسته‌های قیام بود، به ویرانه تبدیل شد و قبر حسین بن علی مورد اصابت چندین گلولهٔ تانک گارد ریاست‌جمهوری صدام حسین قرار گرفت. در جریان این درگیری‌ها هزاران نفر کشته و نزدیک به دو میلیون نفر از مردم عراق آواره شدند. افرادی نیز مدّعی شده‌اند که ایران نیز به سوی این نوع حکومت در حال حرکت است؛ نمونهٔ آن علی خامنه‌ای رهبر ایران است که نوعی سیاست دیکتاتوری نظامی-پلیسی را در پیش گرفته است.